# Nena
Nena je žensko osebno ime.

## Izvor imena
Ime Nena je nastalo s krajšanjem imen, ki se začenjajo na Ne-, npr. Nedeljka, Nevenka. Zlog Ne- je v imenu Nena podvojen, kar pri imenih ni tako redek pojav (npr. Cici, Lola, Lili, Mimi, Nina). Sicer pa ime Nena spada med skrajšana ali tvorjena imena, ki so se na Slovenskem uveljavila v zadnjih desetletjih.

## Različice imena
Nedeljka, Nenada, Nene, Nenka, Nenkica, Nevenka, Nevena

## Pogostost imena
Po podatkih Statističnega urada Republike Slovenije je bilo na dan 31. decembra 2007 v Sloveniji število ženskih oseb z imenom Nena: 176.

## Osebni praznik
V koledarju se ime Nena uvršča k imenom, iz katerih je nastalo, to je k imenoma Nedeljka oziroma Nevenka.